# Sait Faik Abasıyanık

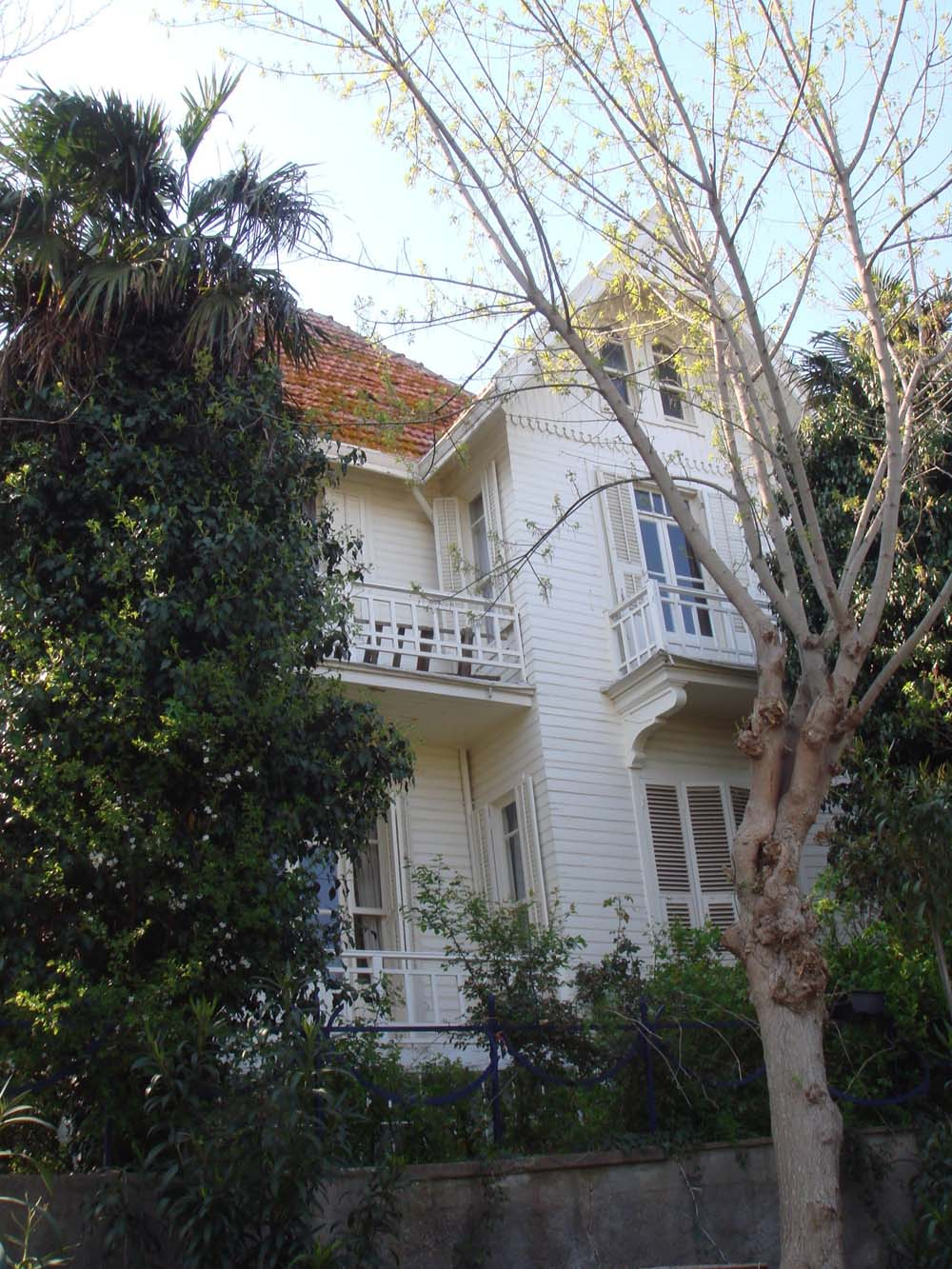
Muzeul Saik Faik Abasıyanık din Burgazada (2009)

Sait Faik Abasıyanık  (n. 23 noiembrie 1906, Adapazarı, Turcia – d. 11 mai 1954, Istanbul, Turcia) a fost un scriitor turc. El trece drept pionierul și fondatorul povestirii scurte moderne turce.

## Biografie
Sait Faik vine dintr-o familie înstărită. Tatăl său, Mehmed Faik Bey, a fost comerciant și temporar primar (1922). Mama sa, Makbûle Hanim, provenea dintr-o reputată familie, cu mari proprietăți. Sait Faik a urmat în Adapazarı școala primară și doi ani de gimnaziu. Când orașul a fost ocupat de trupele grecești în timpul Războiului Greco-Turc, familia s-a refugiat la Düzce, apoi la Bolu și s-a stabilit după război în Istanbul, unde Sait Faik a urmat gimnaziul. A fost exmatriculat de la școală din cauza unor certuri și a terminat liceul într-o școală internat în Bursa în anul 1928. Până în 1930, el a studiat la Istanbul, literatura. Din 1931 și 1935 a trăit în Franța și a studiat doi ani literatura în Grenoble.
La ordinul tatălui său, el s-a întors la Istanbul. La început a încercat ca un profesor de turcă la un orfelinat armean, apoi ca un comerciant într-o afacere, deschisă pentru el de tatăl său, și în cele din urmă ca reporter criminalist. După moartea tatălui, în 1939, el a trăit prin moștenire sa. 
Din 1943, el a lucrat ca scriitor independent. Sait Faik nu a fost căsătorit și a murit în 1954 de ciroză hepatică, ca urmare a consumului excesiv de alcool.

## Opere
În 1936, Sait Faik publica primul volum de povestiri scurte Semaver (Samovar"). Acesta a fost urmat de mai multe romane, precum Lüzumsuz adam (1948), Kumpanya (1951), și Alemdağda var bir danciu (1953). 
Romanul său experimental, Bir takım insanlar (1952) a fost cenzurat, pentru că reda intens diferențele de clasă .
Nuvele și articole sale au apărut în renumita revistă literară Varlik.

## Legături externe
- de  Sait Faik Abasıyanık[nefuncțională]
 în Catalogul Bibliotecii Naționale a Germaniei (Informații despre Sait Faik Abasıyanık[nefuncțională]
 • PICA[nefuncțională]
 • Căutare pe site-ul Apper)
- de  Sait Faik Abasiyanik în Perlentaucher
- Traducere din poveste scurtă samovar Arhivat în 1 martie 2017, la Wayback Machine. de Hakan Özkan